# Фінансовий інжиніринг
Фіна́нсовий інжині́ринг (англ. Finance engineering) — це розвиток та творче застосування фінансових технологій для розв'язання фінансових проблем та використання фінансових можливостей.
Фінансовий інжиніринг — це цілеспрямоване розроблення та реалізація нових фінансових інструментів та/або нових фінансових технологій, а також творчий пошук нових підходів до вирішення фінансових проблем за допомогою фінансових інструментів та технологій.
Люди, які створюють нові фінансові продукти називаються фінансовими інженерами. Фінансовий інженер застосовує сучасні фінансові технології або фінтех (fintech) та штучний інтелект для вирішення комплексу задач досягнення бізнес-структурою стійкості зростання вартості бізнесу в довгостроковій перспективі в умовах надвисокої швидкості змін технологій, бізнес-середовище та бізнес-практик.

## Сфери застосування
З погляду практики фінансовий інжиніринг охоплює різні сфери економіки та напрями діяльності. Зокрема, відчутна роль фінансового інжинірингу в торгівлі цінними паперами та похідними цінними паперами, особливо при здійсненні арбітражу у часі. 